# Vrták

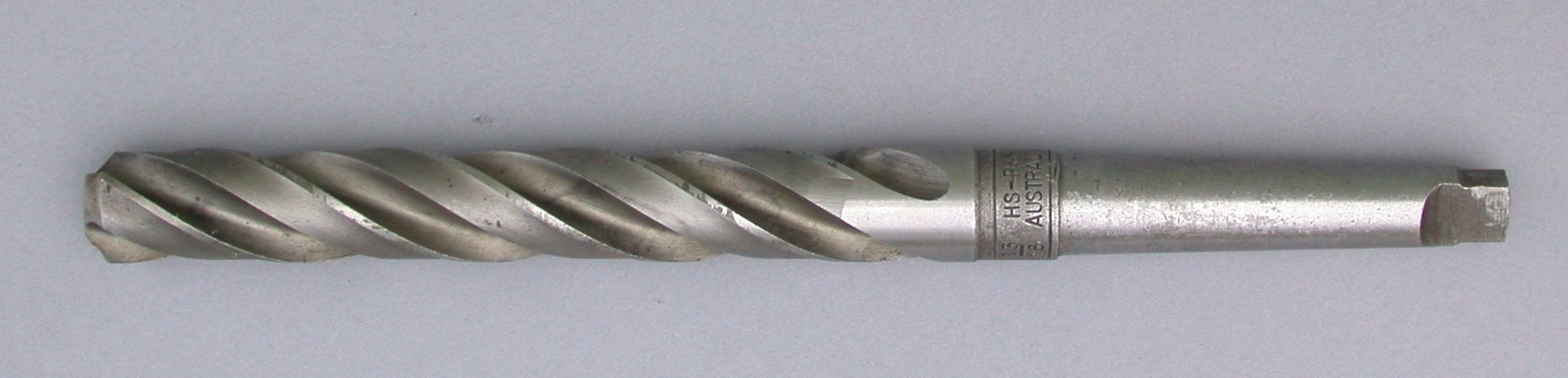
Vrták do kovu s upínacím Morse kuželem

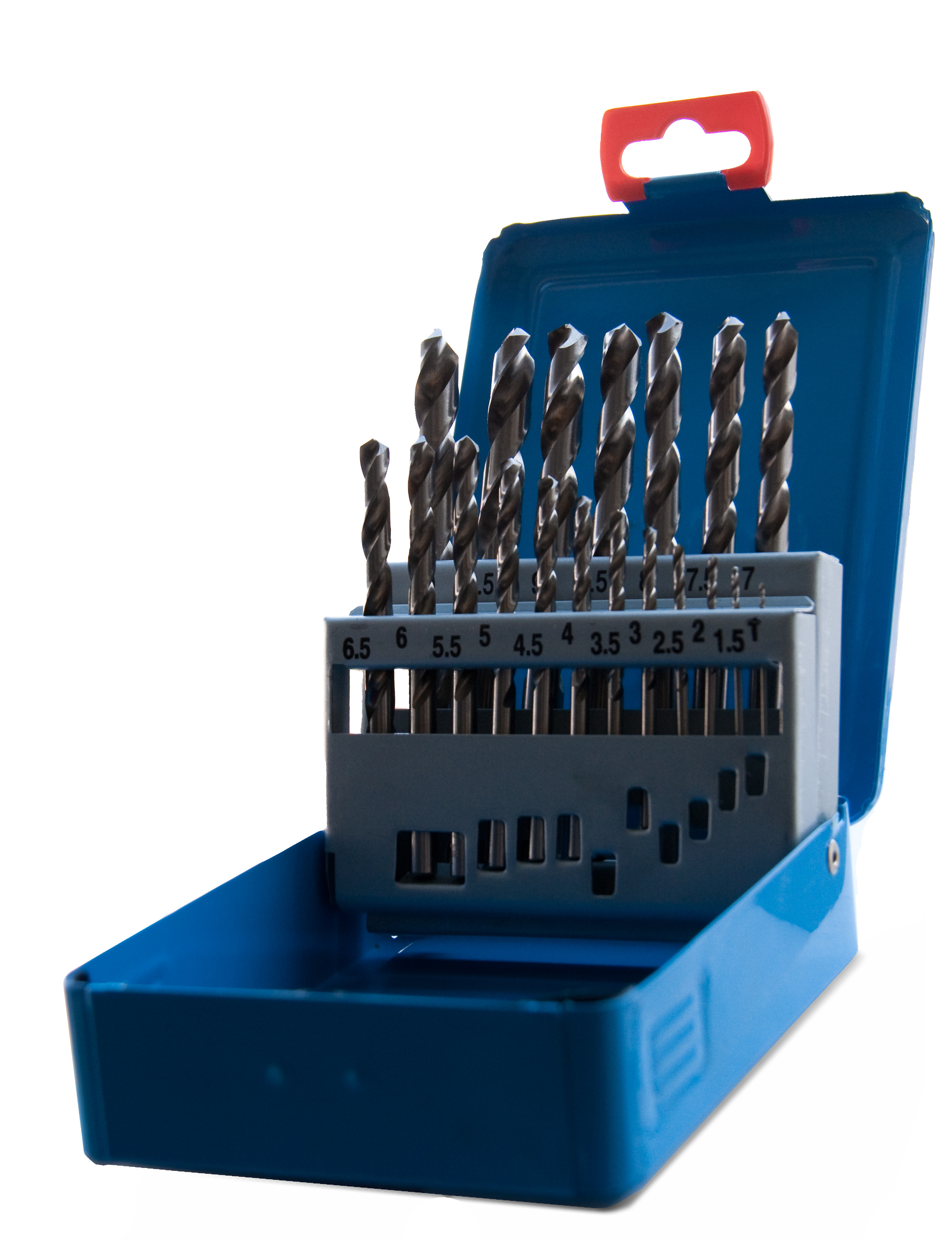
Sada vrtáků do oceli

Vrták je nástroj, určený k vrtání vnitřních rotačních ploch válcových, kuželových a tvarových do různých materiálů. Obvykle má tvar dvojchodé pravotočivé šroubovice, která je na jednom konci ukončena břitem nebo břity a na druhém konci přechází do upínací stopky, nebo může být vrták oboustranný. Může být používán buď jako samostatný ruční nástroj (například nebozez), nebo je uchycen do stroje – vrtačky.
Vrtáky jsou vyráběny téměř výhradně z oceli, jejíž vlastnosti jsou voleny podle vrtaného materiálu. Vrtá se do plného materiálu, vyvrtává se do předem předvrtané díry.

## Základní typy (podle materiálu)
- do dřeva
  - z nástrojové oceli
  - s břity s pájenými břitovými destičkami z rychlořezné oceli (HSS) nebo slinutého karbidu
  - s mechanicky upnutými břitovými destičkami
- do oceli
  - z rychlořezné oceli – HSS, HSSCo, PM HSS
  - ze slinutého karbidu
  - s břity s pájenými břitovými destičkami ze slinutého karbidu
  - s mechanicky upnutými břitovými destičkami
- do betonu a zdiva s břity ze slinutého karbidu
  - příklepové (s negativní geometrií)
  - bezpříklepové – nazývané též multifunkční, lze s nimi vrtat i ostatní stavební hmoty jako dřevo, ocel, lamináty
- do hornin – vrtací korunky
- zemní vrtáky – pro hloubení děr pro základy (patky), drenážní vrty ap.
  - Edelmanův vrták – pro odběr vzorků půd
- zubní vrtáky

## Typy podle upínání
- vrták s jehlanovitou stopkou – pro upínání do kolovrátku
- vrták s válcovou stopkou
- vrták se stopkou Weldon
- vrták se stopkou Whistle Notch
- vrták s Morse kuželem
- vrták SDS Plus
- vrták SDS Top
- vrták SDS Max
- vrták se šestihrannou stopkou
- vrták – bit se stopkou šestihran 1/4 palce (6,35 mm)

## Základní typy (podle tvaru)
- válcový (se šroubovitými drážkami) – běžné válcové otvory
- stupňovitý vrták – k zhotovování více průměrů jedním nástrojem
- středící vrták – navrtávák – k zhotovení středícího důlku
- plochý (kopinatý) vrták – možno vyvrtat větší průměry, větší pevnost
- oboustranný – používá se k nýtování
- frézovací – k zhotovení jiných děr než jen kulatých
- vrtáky na odvrtání bodových svárů
- sukovník – pro ploché otvory nebo pro odstranění vad dřeva, může být osazen i tvrdokovem
  - Forstnerův vrták – pro ploché otvory jako sukovník
- zátkovník – pro výrobu zátek pro opravy po vyvrtání sukovníkem
- špulíř – pro vrtání přesných děr do dřeva pro kolíky, podobný dlouhému sukovníku se spirálovou stopkou
- záhlubníky – kuželové, zaoblené, osazené otvory
- dělový (hlavňový) vrták – jednobřitý, pro hluboké díry, vnější vyplachování
- ejektorový vrták – pro hluboké díry, větší přesnost než dělový, vnitřní vyplachování
- nebozez (spirálový) – pro ruční vrtání do dřeva
- záhlubník (hlubič) – na úpravu kraje díry, vytváří kuželový nebo osazený otvor a sráží hrany otvorů
- vyvrtávací tyče (obvykle jednobřité)
  - celistvé
  - s výměnnými a stavitelnými hlavicemi

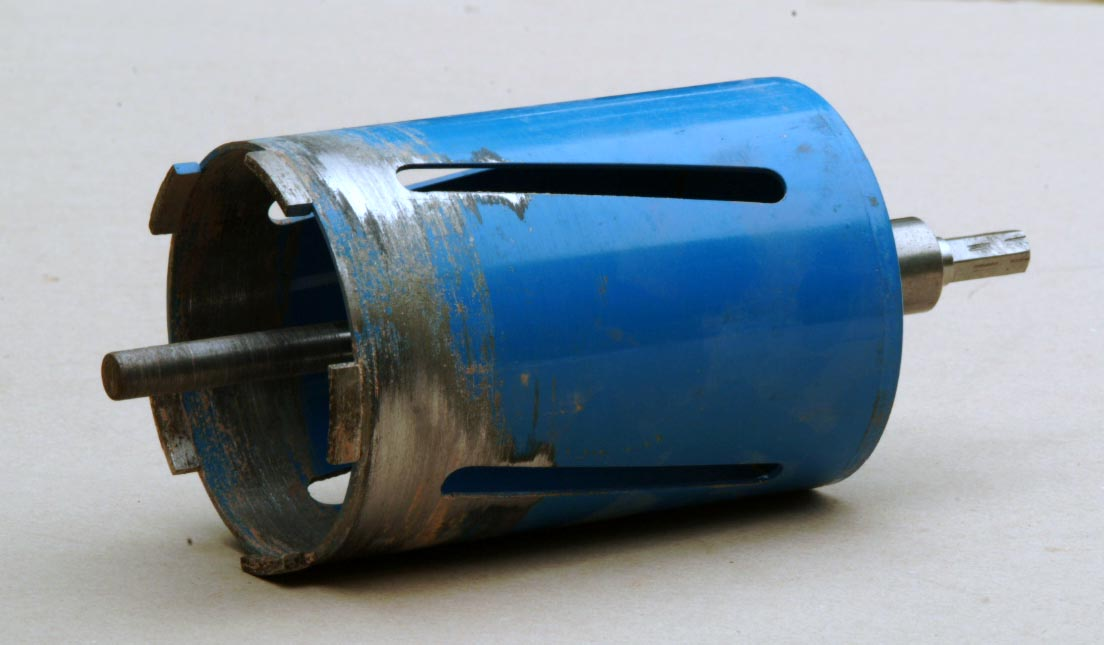
Diamantová vrtací korunka
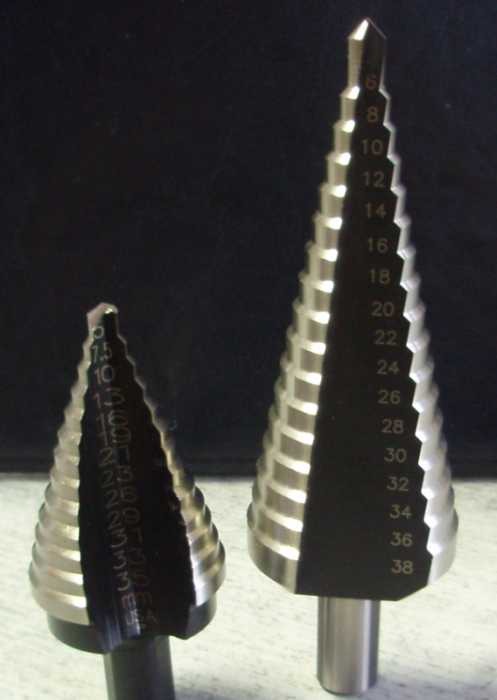
Stupňovité vrtáky
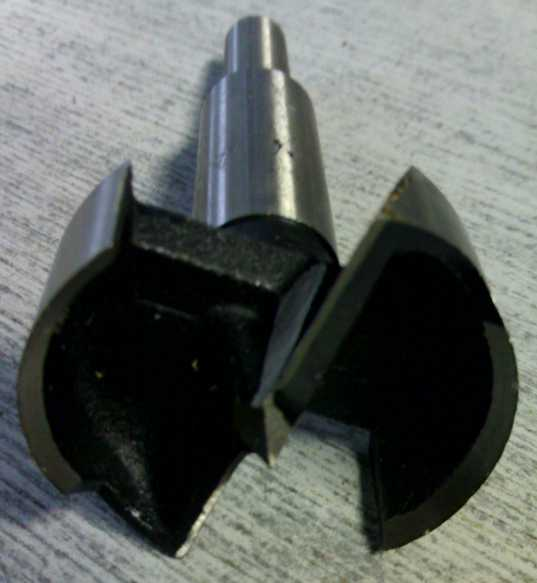
Forstnerův vrták
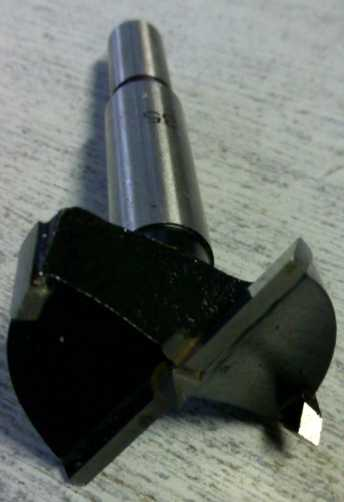
Sukovník s břity z tvrdokovu
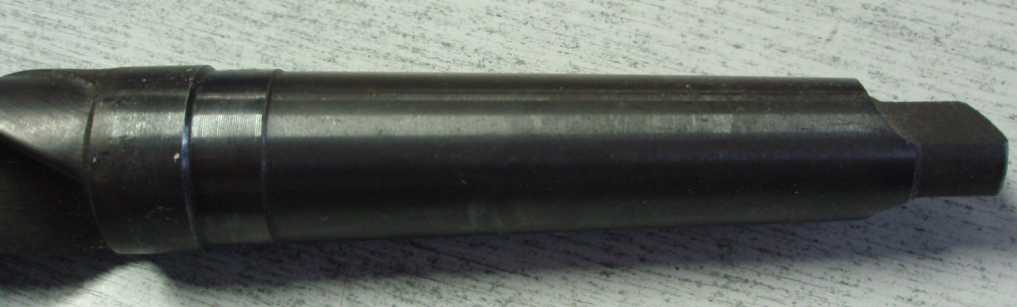
Morse kužel MK3
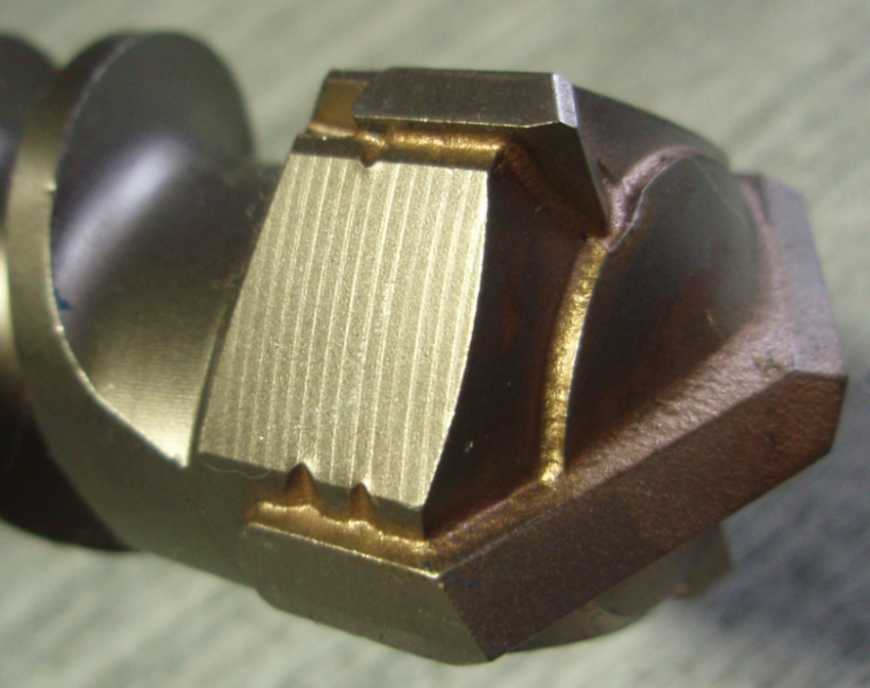
Hlava příklepového vrtáku do betonu
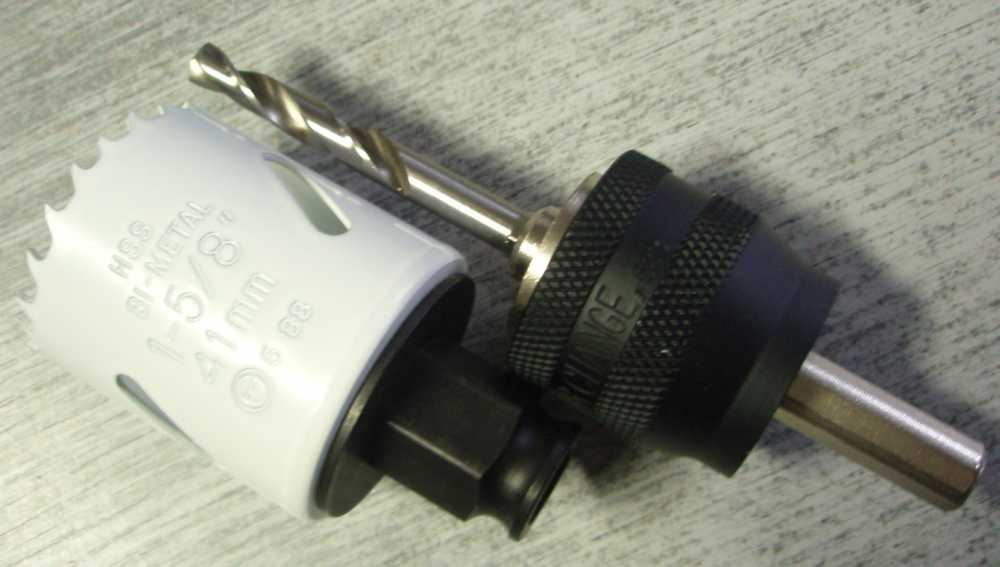
Bimetalová jádrovací korunka
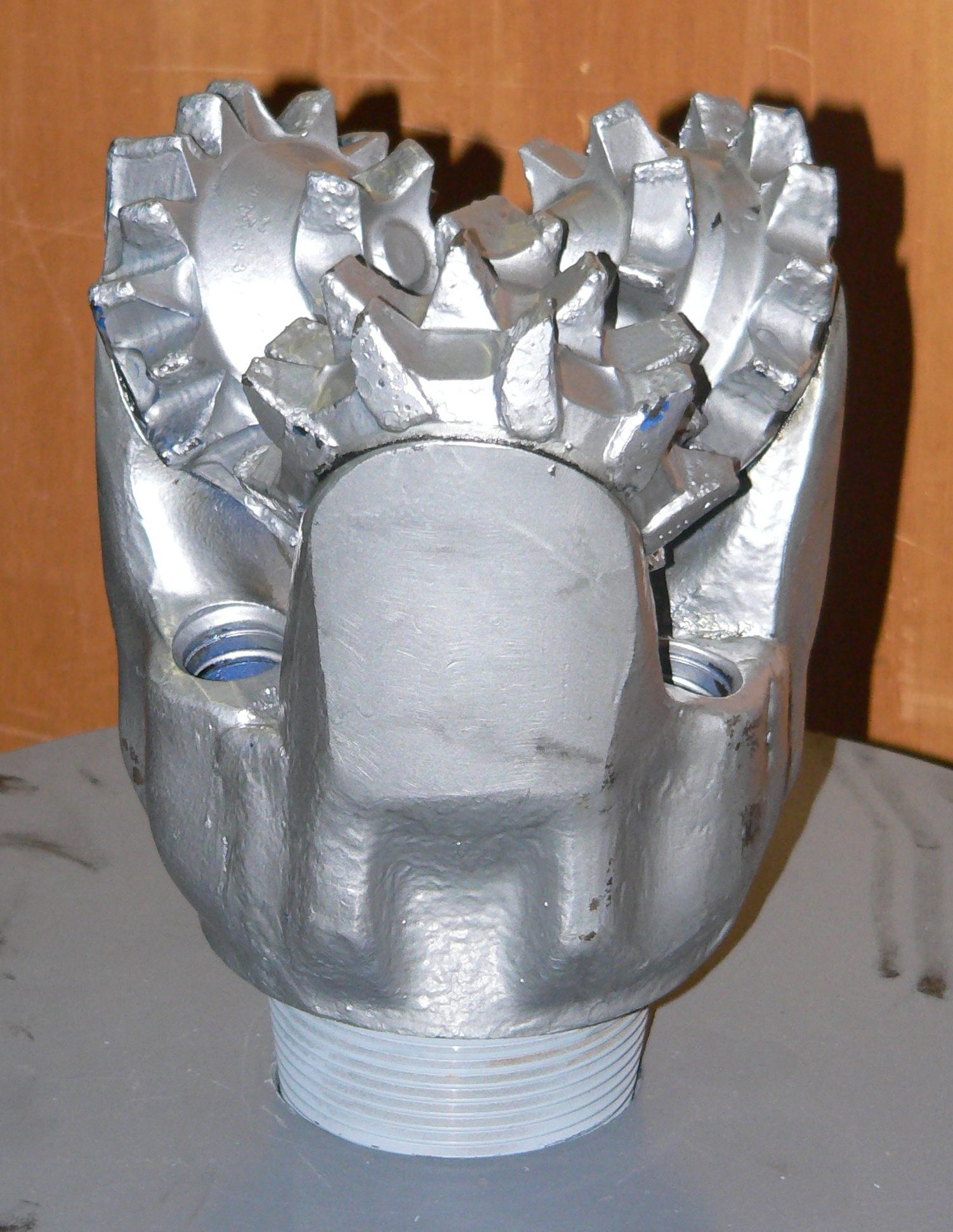
Vrtací valivá korunka (tzv. valivé dláto)